# Barton MacLane
Barton MacLane (Columbia (South Carolina), 25 december 1902 – Santa Monica (Californië), 1 januari 1969) was een Amerikaans acteur.

## Levensloop en carrière
MacLane begon zijn carrière in het theater. In 1927 maakte hij de overstap naar de filmwereld. De bekendste films waarin hij speelde zijn The Maltese Falcon en The Treasure of the Sierra Madre (1948). Hij speelde ook in 2 Tarzan-films: Tarzan and the Amazons en Tarzan and the Huntress. Beide aan de zijde van Johnny Weissmuller.

## Beknopte filmografie
- The Maltese Falcon, 1941
- Tarzan and the Amazons, 1945
- Tarzan and the Huntress, 1947
- The Treasure of the Sierra Madre, 1948

- Biblioteca Nacional de España: XX1262660
- Bibliothèque nationale de France: cb139665455 (data)
- Gemeinsame Normdatei: 12962604X
- International Standard Name Identifier: 0000 0001 1594 8273
- Library of Congress Control Number: n87916649
- Nationale Bibliotheek van Tsjechië: xx0183106
- Nationale Bibliotheek van Israël: 987007317828305171
- SNAC: w61k0f1t
- Système universitaire de documentation: 059341920
- Virtual International Authority File: 10929533
- WorldCat: E39PBJg4gQ7d4kkPMpG7jvGbVC